# Plectromerus serratus
Plectromerus serratus är en skalbaggsart som först beskrevs av Cameron 1910.  Plectromerus serratus ingår i släktet Plectromerus och familjen långhorningar.
Artens utbredningsområde är Haiti. Inga underarter finns listade i Catalogue of Life.